# Brandon Polk
Brandon Alexander Polk (Ashburn, 10 dicembre 1996) è un giocatore di football americano statunitense, che gioca come wide receiver per i Potsdam Royals.